# Veľký Slivník
Veľký Slivník es un municipio del distrito de Prešov en la región de Prešov, Eslovaquia, con una población estimada a final del año 2024 de 324 habitantes.
Se encuentra ubicado en el centro-sur de la región, en el valle del río Torysa (cuenca hidrográfica del río Tisza) y cerca de la frontera con la región de Košice.

## Demografía
| Año        | 1994 | 2004     | 2014    | 2024    |
| ---------- | ---- | -------- | ------- | ------- |
| Población  | 284  | 316      | 341     | 324     |
| Diferencia |      | +11,26 % | +7,91 % | −4,98 % |

| Año        | 2023 | 2024    |
| ---------- | ---- | ------- |
| Población  | 323  | 324     |
| Diferencia |      | +0,30 % |